# Phi2 Ceti
Désignations
Phi2 Ceti (en abrégé φ2 Cet) est une étoile de la constellation de la Baleine. Elle est également connue sous les noms de 19 Ceti et HD 4813. Elle a une magnitude apparente de 5,19, ce qui la rend suffisamment brillante pour être visible à l'œil nu. D'après les mesures de sa parallaxe annuelle par le satellite Gaia, l'étoile est située à environ 52 années-lumière de la Terre. Elle s'éloigne du Système solaire à une vitesse radiale de +8 km/s.

## Caractéristiques
Phi2 Ceti est une étoile jaune-blanche de la séquence principale de type spectral F7V. Elle a un âge estimé à 1,9 milliard d'années et tourne sur elle-même à une vitesse de rotation projetée de 4,3 km/s. L'étoile fait 1,2 fois la masse et 1,17 fois le rayon du Soleil. Elle est 1,85 fois plus lumineuse que le Soleil et sa température de surface est de 6 352 K. Il s'agit d'une étoile variable présumée de type inconnu, avec une luminosité qui a été mesurée allant de la magnitude 5,15 jusqu'à 5,24.